# Batalla de Spicheren
La batalla de Spicheren, també coneguda com a batalla de Forbach, va ser un conflicte militar ocorregut el 6 d'agost de 1870, en el marc de la Guerra francoprussiana. La victòria alemanya va forçar als francesos a retirar-se fins a les defenses de Metz.
L'enfrontament no havia estat planejat pel mariscal Moltke, que desitjava mantenir l'exèrcit del Mariscal francès Bazaine al riu Sarre fins que pogués atacar amb el II Exèrcit al capdavant, el I recolzat sobre el flanc esquerre, i amb el III tancant cap a la rereguarda. L'ancià general alemany Karl von Steinmetz va fer un moviment excessiu i impulsiu, portant al I Exèrcit cap al sud de la seva posició, al riu Mosel·la, en direcció directa al poble de Spicheren; aquesta maniobra va aïllar al príncep Frederic Carles de la seva cavalleria d'avançada.
Mentre que l'exèrcit francès liderat per Patrice MacMahon combatia contra el III Exèrcit Alemany a la batalla de Wörth, el I Exèrcit Alemany al comandament de Steinmetz va avançar cap a l'oest des de Saarbrücken i va atacar el II Cos Francès del general Frossard, que s'havia fortificat entre Spicheren i Forbach.
Els francesos van aconseguir contenir al I Exèrcit alemany, però quan el II Exèrcit del príncep Frederic Carles de Prússia va arribar en auxili dels seus compatriotes, els gals van ser vençuts. Les baixes alemanyes van resultar relativament elevades a causa de la falta d'un pla i l'eficàcia dels fusells Chassepot francesos. Frossard es va retirar a Metz, on va planejar retrocedir fins a la fortalesa de Verdun, però va ser atacat novament per Steinmetz a la batalla de Borny-Colombey.